# Detto d'Amore
Il Detto d'Amore è un poemetto di 480 settenari attribuito a Dante Alighieri. Incentrato sull'amor cortese, il poemetto è in parte tratto dal Roman de la Rose, romanzo francese pubblicato nel 1280, di cui riprende parti non considerate dall'autore nella stesura de Il Fiore.

## Datazione
L'opera è nota in un unico testimone manoscritto riferibile agli anni 1300-1325 circa, e conservato nella Biblioteca Medicea Laurenziana (Ashburnham 1234 bis). 
In mancanza di riferimenti cronologici, la critica colloca il Detto negli anni 1280, dopo la pubblicazione del Roman de la Rose e in concomitanza con la composizione de Il Fiore, con il quale vi sono evidenti analogie stilistico-contenutistiche.

## Descrizione
Sembra che il poemetto dantesco sia arrivato alla contemporaneità in forma incompleta, secondo la teoria che doveva constare di 720 versi, anziché 480.
Malgrado la metrica del componimento sia semplice e consti di soli settenari a rima baciata, lo stesso metro del Tesoretto e del Favolello di Brunetto Latini, le rime sono ricercate e la lingua è quella elaborata e originale de Il Fiore.